# Emma Snowsill
Emma Snowsill  née le 15 juin 1981 à Gold Coast, Queensland, Australie est une triathlète australienne. Médaillée d'or aux Jeux olympiques de Pékin.

## Biographie

### Jeunesse
Emma Snowsill remporte en 2000 le  championnat du monde dans la catégorie d'âge de 16 à 20 ans ainsi que la médaille d'or aux Jeux olympiques de la jeunesse à Sydney. Elle reçoit une bourse d'études de l'Institut australien du sport (AIS) et est élue triathlète junior de l'année.

### Carrière en triathlon
Emma Snowsill devient championne du monde en 2003 et remporte en 2004 la Coupe du monde de triathlon. Malgré ses résultats, elle n’est pas sélectionnée pour les Jeux olympiques d'Athènes en 2004.
En 2005, elle remporte son deuxième championnat du monde  à Gamagori, au Japon, malgré une température de 35 °C et un taux d'humidité relative de 90%. Détentrice du record australien sur distance M, elle remporte la médaille d'or aux Jeux du Commonwealth de 2006 à Melbourne.  Elle gagne son troisième titre mondial en 2006, devenant la première triathlète féminine à remporter trois fois ce titre.
À compter de 2008, elle consacre toute son énergie à la préparation des Jeux olympiques de Pékin. Lors de la course des jeux, elle reste au contact de la tête de course en natation et dans la partie vélo, pour faire la différence dans l’épreuve de course à pied et remporter la médaille d'or en 1 h 58 min 27 s, une minute et sept secondes devant sa principale rivale, la championne du monde 2007, Vanessa Fernandes. En janvier 2009, elle reçoit la médaille de l'Ordre d'Australie.

### Fin de carrière et reconversion
Elle met un terme à sa carrière en 2014 à l'âge de trente trois ans. Elle prend cette décision à la suite de problèmes de santé récurrents qui ne lui permettent pas de se maintenir au plus haut niveau, mais aussi estimant qu'il est temps d'explorer la vie en dehors de la compétition sportive.

### Vie privée
Elle a épousé en octobre 2013, après trois ans d'union, le triathlète allemand Jan Frodeno, également médaillé d'or olympique à Pékin en 2008.

## Palmarès
Le tableau présente les résultats les plus significatifs (podium) obtenus sur le circuit international de triathlon depuis 2003,.
| Année | Compétition                                        | Pays             | Position | Temps           |
| ----- | -------------------------------------------------- | ---------------- | -------- | --------------- |
| 2010  | WTS Budapest                                       | Hongrie          |          | 1 h 49 min 43 s |
| 2010  | Coupe du monde - l'étape de Hy-Vee                 | États-Unis       |          | 1 h 59 min 35 s |
| 2009  | WTS Tongyeong                                      | Corée du Sud     |          | 2 h 2 min 42 s  |
| 2009  | Championnats du monde de triathlon en relais mixte | États-Unis       |          | 1 h 21 min 4 s  |
| 2008  | Jeux olympiques - Pékin                            | Chine            |          | 1 h 58 min 26 s |
| 2008  | Coupe du monde - l'étape de Mooloolaba             | Australie        |          | 2 h 0 min 44 s  |
| 2008  | Coupe du monde - l'étape d'Ishigaki                | Japon            |          | 2 h 3 min 10 s  |
| 2008  | Coupe du monde - l'étape de Hy-Vee                 | États-Unis       |          | 2 h 3 min 15 s  |
| 2007  | Championnat du monde                               | Allemagne        |          | 1 h 54 min 31 s |
| 2007  | Coupe du monde - l'étape de Mooloolaba             | Australie        |          | 1 h 59 min 20 s |
| 2006  | Championnat du monde                               | Suisse           |          | 2 h 4 min 2 s   |
| 2006  | Coupe du monde - l'étape de Richards Bay           | États-Unis       |          | 2 h 3 min 12 s  |
| 2006  | Coupe du monde - l'étape d'Edmonton                | Canada           |          | 1 h 56 min 49 s |
| 2005  | Championnat du monde                               | Japon            |          | 1 h 58 min 2 s  |
| 2005  | Coupe du monde - Classement Général                |                  |          |                 |
| 2005  | Coupe du monde - l'étape de Honolulu               | États-Unis       |          | 2 h 4 min 39 s  |
| 2005  | Coupe du monde - l'étape d'Edmonton                | Canada           |          | 1 h 58 min 11 s |
| 2005  | Championnat d'Océanie                              | Australie        |          | 2 h 2 min 10 s  |
| 2003  | Championnat du monde                               | Nouvelle-Zélande |          | 2 h 6 min 40 s  |
| 2003  | Coupe du monde - l'étape de Makuhari               | Japon            |          | 1 h 56 min 58 s |

### Articles Connexes
- Séries mondiales de triathlon
- Coupe du monde de triathlon